# Massimo Sarchielli
Massimo Sarchielli (Firenze, 9 aprile 1931 – Roma, 12 maggio 2010) è stato un attore cinematografico e mimo italiano.

## Biografia
Nasce da una famiglia povera. Il padre faceva lavori saltuari e la madre era sarta. Frequentò un Istituto Tecnico a Firenze ma usò il suo diploma in una sola occasione: quando diventò un disegnatore di cartine topografiche per l'Istituto Geografico Militare (IGM) in un paesino della Basilicata. La sua missione durò solamente qualche mese. Ritornato a Firenze decise di frequentare l'Accademia delle belle Arti come auditore, ma ben presto abbandonò l'idea.
Iniziò un commercio di pellame e artigianato destinato soprattutto ai turisti. In poco tempo diventò un vero e proprio mestiere e dopo aver messo da parte un po' di soldi, riuscì ad aprire un piccolo negozio di pellame insieme ad un suo amico. Ma ad un certo punto lasciò stare tutto. In seguito si dedicò all'attività di mimo. Frequentò la scuola di Etienne De Croux a New York dove visse per circa quattro anni. Poi si trasferì a Parigi per qualche mese seguendo il suo maestro. Lavorò in giro per la Francia per poi tornare in Italia, dove continuò a girare facendo spettacoli in molte regioni della penisola. Decise di lasciare il mimo e frequentò a Milano la scuola di teatro di Giorgio Strehler. Da qui iniziò una lunga serie di collaborazioni con grandi nomi del cinema italiano e internazionale.
A 31 anni si sposò in America con Giudy da cui ebbe un figlio. Durante un viaggio in Italia per lavoro fu fermato alla dogana per non aver dichiarato dei gioielli che portava con sé e fu interdetto dagli Stati Uniti per 5 anni. Fu in questo periodo che girò il film Anna con Alberto Grifi. Giudy quindi tornò in Italia ma dopo poco tempo fu costretta a ripartire per gli Stati Uniti a causa delle gravi condizioni di salute della mamma. Massimo era impegnato in una collaborazione con Carlo Lizzani a Como, non ebbe molto tempo per occuparsi del figlio e di lì a poco vi fu il divorzio. Fu all'uscita della proiezione del film Anna fatta al Filmstudio di Roma, che conobbe Dodi Moscati, cantante folk, che dopo breve tempo diventò la sua compagna. Vissero insieme per circa vent'anni fino a quando lei morì nel febbraio 1998.
Massimo Sarchielli morì a Roma, dove viveva, il 12 maggio 2010 all'età di 79 anni.

### Carriera cinematografica
Il suo esordio cinematografico fu in Giulietta degli spiriti di Federico Fellini, dove ebbe un piccolo ruolo. Lavorò a fianco di Pier Paolo Pasolini nel film Requiescant di Carlo Lizzani. Attivo anche all'estero, lavorò a fianco di Jeanne Moreau e Orson Welles nel film Il marinaio del Gibilterra. Nel 1966 lavorò a un progetto sperimentale diretto da Alberto Grifi Transfert per Kamera verso Virulentia, un esperimento di cui fecero parte anche Aldo Braibanti e Lou Castel. Successivamente fu diretto da Roberto Faenza nel film H2S del 1969, che ebbe la distribuzione solo tre anni dopo a causa della censura. Lavorò con Franco Giraldi per alcuni film western, per poi passare al cinema impegnato lavorando con Francesco Maselli, con Bernardo Bertolucci ne Il conformista e con Sergio Rossi in Policeman.
Nel 1970 lavorò con Marcello Mastroianni nel film Correva l'anno di grazia 1870 e prese parte, nel ruolo dello scultore Massimo, a Lettera aperta a un giornale della sera di Francesco Maselli. Venne poi diretto da Vittorio Gassman nel film Senza famiglia, nullatenenti cercano affetto; poi lavorò con Mauro Bolognini per il dramma giudiziario Imputazione di omicidio per uno studente per poi passare ai primi polizieschi italiani come Il poliziotto è marcio di Fernando Di Leo del 1974. Nel 1972 girò con l'amico Alberto Grifi il film Anna, che divenne un caso cinematografico. Lavorò poi accanto a Terence Stamp nel film Morte in Vaticano del 1982 e nello stesso anno fu diretto dai fratelli Taviani per il film La notte di San Lorenzo. Sempre nel 1982, in Madonna che silenzio c'è stasera, interpreta il personaggio del Magnifico, il quale ammonisce più volte uno stralunato Francesco Nuti con la nota battuta: "Ricordati Francesco, le cose importanti nella vita sono tre: o tu vai in Perù o tu sposti la Chiesa o tu vinci al totocalcio". In seguito, Sarchielli fu anche nel cast di alcune produzione statunitensi girate in Italia, per esempio a fianco di Michelle Pfeiffer in Ladyhawke e di Richard Gere in King David.
Nel 1987 fu chiamato da Michael Cimino per una parte ne Il siciliano. Lavorò anche in diversi film del regista Pupi Avati come Ultimo minuto del 1987, Storia di ragazzi e di ragazze del 1989, Magnificat del 1993, Dichiarazioni d'amore del 1994 e La via degli angeli del 1999. Nel 1989 prese parte al progetto di remake televisivo de La ciociara diretto da Dino Risi. Recitò anche in diversi film di Dario Argento tra cui La terza madre. Nel 2003 ebbe una piccola parte nel film Buongiorno, notte di Marco Bellocchio e sempre nello stesso anno nel film di Ettore Scola Gente di Roma. L'ultima sua collaborazione è stata quella con il regista statunitense Spike Lee per Miracolo a Sant'Anna, che girò in Italia alla fine del 2007. Nel 2009 venne scelto per interpretare il ruolo di Pietro Pacciani nella fiction Il mostro di Firenze, diretta da Antonello Grimaldi.

## Filmografia

### Cinema
- Operazione maggiordomo (Le majordome), regia di Jean Delannoy (1965)
- Giulietta degli spiriti, regia di Federico Fellini (1965)
- K.O. va e uccidi, regia di Carlo Ferrero (1966)
- Delitto quasi perfetto, regia di Mario Camerini (1966)
- 10.000 dollari per un massacro, regia di Romolo Guerrieri (1966)
- Requiescant, regia di Carlo Lizzani (1966)
- Il marinaio del Gibilterra (The Sailor from Gibraltar), regia di Tony Richardson (1967)
- Fai in fretta ad uccidermi... ho freddo!, regia di Citto Maselli (1967)
- Bandidos, regia di Massimo Dallamano (1967)
- I protagonisti, regia di Marcello Fondato (1968)
- Grazie zia, regia di Salvatore Samperi (1968)
- H2S, regia di Roberto Faenza (1968)
- Un minuto per pregare, un istante per morire, regia di Franco Giraldi (1968)
- Beatrice Cenci, regia di Lucio Fulci (1969)
- Il conformista, regia di Bernardo Bertolucci (1970)
- Frammenti di paura (Fragment of Fear), regia di Richard C. Sarafian (1970)
- Lettera aperta a un giornale della sera, regia di Citto Maselli (1970)
- Policeman, regia di Sergio Rossi (1971)
- No, sono vergine!, regia di Cesare Mancini (1971)
- Imputazione di omicidio per uno studente, regia di Mauro Bolognini (1972)
- Senza famiglia, nullatenenti cercano affetto, regia di Vittorio Gassman (1972)
- Correva l'anno di grazia 1870, regia di Alfredo Giannetti (1972)
- Non ho tempo, regia di Ansano Giannarelli (1972)
- Baciamo le mani, regia di Vittorio Schiraldi (1973)
- Rappresaglia, regia di George Pan Cosmatos (1973)
- Il poliziotto è marcio, regia di Fernando Di Leo (1974)
- Mussolini ultimo atto, regia di Carlo Lizzani (1974)
- Donna è bello, regia di Sergio Bazzini (1974)
- Anna, regia di Alberto Grifi e Massimo Sarchielli (1975)
- Da Corleone a Brooklyn, regia di Umberto Lenzi (1979)
- Morte in Vaticano, regia di Marcello Aliprandi (1982)
- Porca vacca, regia di Pasquale Festa Campanile (1982)
- La notte di San Lorenzo, regia di Paolo e Vittorio Taviani (1982)
- Viuuulentemente mia, regia di Carlo Vanzina (1982)
- Madonna che silenzio c'è stasera, regia di Maurizio Ponzi (1982)
- Trenchcoat, regia di Michael Tuchner (1983)
- Il petomane, regia di Pasquale Festa Campanile (1983)
- Il tassinaro, regia di Alberto Sordi (1983)
- Uno scandalo perbene, regia di Pasquale Festa Campanile (1984)
- La donna delle meraviglie, regia di Alberto Bevilacqua (1985)
- Ladyhawke, regia di Richard Donner (1985)
- King David, regia di Bruce Beresford (1985)
- La vera storia della rivoluzione francese (Liberté, égalité, choucroute), regia di Jean Yanne (1985)
- Assisi Underground (The Assisi Underground), regia di Alexander Ramati (1985)
- Ma guarda un po' 'sti americani!, regia di Amy Heckerling (1985)
- Mamma Ebe, regia di Carlo Lizzani (1985)
- Salomè, regia di Claude d'Anna (1986)
- Il tenente dei carabinieri, regia di Maurizio Ponzi (1986)
- Oddio, ci siamo persi il papa, regia di Robert M. Young (1986)
- Desiderando Giulia, regia di Andrea Barzini (1986)
- La monaca di Monza, regia di Luciano Odorisio (1987)
- Ultimo minuto, regia di Pupi Avati (1987)
- Il siciliano, regia di Michael Cimino (1987)
- Acque di primavera, regia di Jerzy Skolimowski (1989)
- Storia di ragazzi e di ragazze, regia di Pupi Avati (1989)
- Courage Mountain, regia di Christopher Leitch (1990)
- Un amore sconosciuto, regia di Gianni Amico (1991)
- Un paradiso senza biliardo, regia di Carlo Barsotti (1991)
- Volere volare, regia di Maurizio Nichetti e Guido Manuli (1991)
- Nessuno, regia di Francesco Calogero (1992)
- Magnificat, regia di Pupi Avati (1993)
- Bonus Malus, regia di Vito Zagarrio (1993)
- Squeak!, regia di Alessandro Valori, episodio del film De Generazione (1994)
- La stanza accanto, regia di Fabrizio Laurenti (1994)
- Voll normaaal, regia di Ralf Huettner (1994)
- Con gli occhi chiusi, regia di Francesca Archibugi (1994)
- Empoli 1921 - Film in rosso e nero, regia di Ennio Marzocchini (1995)
- Castle Freak, regia di Stuart Gordon (1995)
- L'arcano incantatore, regia di Pupi Avati (1996)
- Albergo Roma, regia di Ugo Chiti (1996)
- Terra di mezzo, regia di Matteo Garrone (1996)
- Il decisionista, regia di Mauro Cappelloni (1997)
- Something to Believe, regia di John Hough (1998)
- Prima la musica, poi le parole, regia di Fulvio Wetzl (1998)
- Il fantasma dell'Opera, regia di Dario Argento (1998)
- La via degli angeli, regia di Pupi Avati (1999)
- La partita - La difesa di Lužin, regia di Marleen Gorris (2000)
- Zora la vampira, regia dei Manetti Bros. (2000)
- Non ho sonno, regia di Dario Argento (2001)
- I cavalieri che fecero l'impresa, regia di Pupi Avati (2001)
- Vajont, regia di Renzo Martinelli (2001)
- Ballo a tre passi, regia di Salvatore Mereu (2003)
- Buongiorno, notte, regia di Marco Bellocchio (2003)
- Sotto il sole della Toscana (Under the Tuscan Sun), regia di Audrey Wells (2003)
- Gente di Roma, regia di Ettore Scola (2003)
- Non ci credo, regia di Vanna Paoli (2006)
- La terza madre, regia di Dario Argento (2007)
- Il rabdomante, regia di Fabrizio Cattani (2007)
- Il nascondiglio, regia di Pupi Avati (2007)
- Sanguepazzo, regia di Marco Tullio Giordana (2008)
- Miracolo a Sant'Anna, regia di Spike Lee (2008)
- All Human Right for All, regia collettiva (2008)
- Cenci in Cina, regia di Marco Limberti (2009)
- Indovina chi sposa mia figlia! (Maria, ihm schmeckt's nicht!), regia di Neele Vollmar (2009)

### Televisione
- La lotta dell'uomo per la sua sopravvivenza, regia di Roberto Rossellini (1970)
- Alle origini della mafia, regia di Enzo Muzii (1976)
- Il ritorno di Simon Templar, regia di Jeremy Summers (1978)
- Gnicche, regia di Ivan Angeli (1981)
- Quer pasticciaccio brutto de via Merulana, regia di Piero Schivazappa (1983)
- Quei trentasei gradini, regia di Luigi Perelli (1984)
- Screen two, regia di Colin Bucksey (1986)
- Atto d'amore, regia di Alfredo Giannetti (1986)
- Assicurazione sulla morte, regia di Carlo Lizzani (1987)
- Piazza Navona, epis. O Samba, regia di Daniele Costantini - serie TV (1988)
- Fun Jump, regia di Stefania Casini (1988)
- Serie noire, regia di Carlo Lizzani - Serie TV, 1ª stagione episodio 31 (1988)
- La ciociara, regia di Dino Risi (1988)
- Vincere per vincere, regia di Stefania Casini (1989)
- La casa nel tempo, regia di Lucio Fulci (1989)
- La casa delle anime erranti, regia di Umberto Lenzi (1989)
- Aquile, regia di Antonio Bido e Nini Salerno (1989)
- Il colpo, regia di Sauro Scavolini (1989)
- In due si ama meglio, regia di Richard Franklin (1989)
- Les dossiers secrets de l'inspecteur Lavardin, regia di Claude Chabrol (1989)
- Il magistrato, regia di Kathy Mueller (1989)
- Death Has a Bad Reputation, regia di Lawrence Gordon Clark (1990)
- Blaues Blut Geden die Uhr, regia di Sidney Haiers - Serie TV, 1ª stagione episodio 2 (1990)
- Il gorilla, regia di Roger Hanin - Serie TV, 1ª stagione episodio 9 (1990)
- La primavera di Michelangelo, regia di Jerry London (1991)
- La scalata, regia di Vittorio Sindoni - miniserie TV (1993)
- Killer Rules, regia di Robert Ellis Miller (1993)
- Truhanes, regia di Miguel Hermoso (1994)
- Voci notturne, regia di Fabrizio Laurenti (1995)
- Un posto al sole (1996)
- Torino Boys, regia dei Manetti Bros. (1997)
- Tre adii, regia di Mario Caiano (1999)
- San Paolo, regia di Roger Young (2000)
- In Love and War, regia di John Kent Harrison (2001)
- Il papa buono, regia di Ricky Tognazzi (2003)
- Ferrari, regia di Carlo Carlei (2003)
- Augusto - Il primo imperatore, regia di Roger Young (2003)
- Callas e Onassis, regia di Giorgio Capitani (2005)
- Provaci ancora prof!, regia di Rossella Izzo - Serie TV, 1ª stagione episodio 4 (2005)
- La squadra, episodi vari (2006)
- R.I.S. - Delitti imperfetti, regia di Alexis Sweet e Pier Belloni - serie TV, episodi 2x04 e 4x17 (2006, 2008)
- Don Matteo, regia di Elisabetta Marchetti - Serie TV, 5ª stagione, episodio 3 (2006)
- La buona battaglia - Don Pietro Pappagallo, regia di Gianfranco Albano (2006)
- L'inchiesta, regia di Giulio Base (2007)
- Il mostro di Firenze, regia di Antonello Grimaldi (2009)

### Cortometraggi
- Vigilando reprimere, regia di Alberto Grifi (1972)
- Danilo, regia di Corso Salani (1990)
- Mai dove dovremmo essere, regia di Davide Minnella (2005)